# 휴 맥레넌

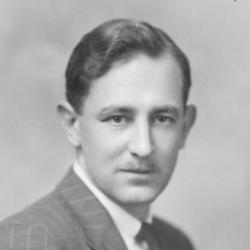
1943년

휴 맥레넌(Hugh Maclennan, 1907년 3월 20일 – 1990년 11월 9일)은 캐나다의 소설가이다.
캐나다 동부의 노바스코시아주(州)에서 태어나, 그곳에서 대학을 졸업한 후 옥스퍼드, 프린스턴 대학에서 고전어(古典語)를 전공하였다. 몬트리올의 고등학교에서 교편을 잡는 한편 핼리팩스의 대폭발(1917)을 소재로 한 <기압계 상승(氣壓計上昇)>(1941)과 <두 개의 고독>(1946)을 발표하였다. 후자는 영국계 캐나다인(人)과 프랑스계 캐나다인의 대립 상극이라는 캐나다가 안고 있는 가장 큰 문제에 메스를 댄 것으로, 현대 캐나다 문학에 있어서 고전적 작품이다. 그 밖에 캐나다라는 국가의 본질에 초점을 맞춘 <단애(斷崖)>(1948) <각인(各人)의 아들>(1951) 등이 있고 또 중국에서 병사한 명외과의(名外科醫) 노만 베순을 모델로 한 <밤이 종말을 고할 때>(1959)는 정치와 인간성의 관계를 구명한 야심작. 현대 캐나다 작가로서 부동의 명성을 얻었다.